# Mare Spumans
Mare Spumans (Skummande havet) är ett litet månhav vid månens ekvator, på den östra delen av den sida av månen som vetter mot Jorden. 
Mare Spumans har oval form med den längre diametern i nord-sydlig riktning. Det ligger öster om norra delen av det stora månhavet Mare Fecunditatis, sydsydväst om Mare Undarum. I nordväst finns kratern Apollonius, i väster Condon och i sydost Maclaurin.